# متین‌آباد
متین‌آباد روستایی از توابع بخش امامزاده شهرستان نطنز در استان اصفهان ایران است. منطقه نمونه گردشگری متین آباد در این منطقه واقع شده است.

## جمعیت
این روستا در دهستان خالدآباد قرار دارد و براساس سرشماری مرکز آمار ایران در سال ۱۳۸۵، جمعیت آن ۵۴۷ نفر (۱۳۷خانوار) بوده‌است.